# James Jamerson
James Lee Jamerson (Charleston; 29 de enero de 1936 – Los Ángeles; 2 de agosto de 1983) fue un bajista estadounidense. Era el bajista que, no apareciendo en los créditos, tocó en la mayoría de los éxitos de la compañía Motown Records en los 60 y comienzos de los 70 (Motown no incluyó créditos en los discos hasta 1971), y es considerado uno de los bajistas más influyentes en la historia de la música moderna. Fue incluido en el Rock & Roll Hall of Fame en 2000.

## Biografía
James Jamerson nació en Charleston, en el estado estadounidense de Carolina del Sur. Tras el divorcio de sus padres y una infancia infeliz, en 1954 se traslada a Detroit con su madre, y durante este año se produce el encuentro con un instrumento que se revelaría decisivo en su vida: el bajo eléctrico. 
Tras obtener el diploma de contrabajo en la Northwestern High School, logra una discreta fama como contrabajista en los clubes de Detroit. Berry Gordy, dueño de la discográfica Motown, andaba buscando músicos con talento para trabajar como músicos de sesión en su compañía. En activo desde finales de los 50 en los estudios de grabación, a comienzos de los sesenta se pasó del contrabajo al bajo eléctrico (un Fender Precision), que tocaba pulsando las cuerdas sólo con el dedo índice de la mano derecha.
Un dato curioso es que James afirmó nunca cambiar las cuerdas de sus bajo a menos que alguna de estas se rompiera. Cuando estaba muy desafinado en los agudos a causa de ello, los productores se desesperaban y llamaban a otro músico, que en ocasiones era su propio hijo, James Jamerson Jr.
La discografía de Jamerson en Motown es un catálogo de éxitos de soul de los 60 y 70s. Su trabajo incluye éxitos como:
1. What's Going On - Marvin Gaye (1971)
2. For Once in My Life - Stevie Wonder (1968)
3. Shotgun - Jr Walker & All Stars
4. Bernadette - Four Tops (1965)
5. Ain't No Mountain High Enough - Marvin Gaye (1967)
6. Darling Dear - Jackson 5 (1970)
7. Cloud Nine - The Temptations (1970)
8. My Girl - The Temptations (1965)
9. I Was Made To Love Her - Stevie Wonder (1967)

Véase también: Historia del Bajo Eléctrico